# Melanocacus interioris
Melanocacus interioris är en trollsländeart som beskrevs av Belle 1986. Melanocacus interioris ingår i släktet Melanocacus och familjen flodtrollsländor. Inga underarter finns listade i Catalogue of Life.